# Parafia św. Brata Alberta w Radomiu
Parafia św. Brata Alberta Chmielowskiego w Radomiu – parafia rzymskokatolicka w dekanacie Radom-Wschód diecezji radomskiej.

## Historia
- 3 lipca 1983 – powstanie parafii Brata Alberta. Parafia została wydzielona z terenu parafii św. Józefa. Objęła swoim zasięgiem dawne wsie: Malczew i Prędocinek oraz płd.-wsch. część osiedla Ustronie. Pierwszym proboszczem Parafii został ks. Henryk Podgórski.
- 1 października 1984 – erygowanie Parafii przez biskupa Edwarda Materskiego.
- 1998 – rozpoczęcie przez ks. proboszcza Mariana Ślusarczyka budowy nowego kościoła według projektu Leszka Szkutnika z Radomia.
- 17 czerwca 2003, godz. 18 – uroczystości jubileuszowe 20-lecia Parafii pod przewodnictwem biskupa Zygmunta Zimowskiego.
- 31 marca 2007, godz. 19 – uroczyste spotkanie modlitewne ku pamięci Jana Pawła II z okazji 2. rocznicy jego śmierci oraz koncert Stanisława Soyki. Artysta wykonał Tryptyk rzymski Jana Pawła II.

## Zasięg parafii
Do parafii należą wierni z Radomia mieszkający przy ulicach: Armii Krajowej, Banacha, Braille’a, św. Brata Alberta, Cisowej, Czackiego, Drzymały, Gajowej (73-99, 88-100), Galla, Godowskiej (55-109, 58-154), Gruntowej, Grzebieniowej, Jeleniowskiej, Lipskiej, Łanowej, Łysogórskiej, Majątkowej, Milenijnej, Młodzianowskiej (154, 156, 158), Ostrowieckiej, Wincentego Pola, Rolniczej (57-75, 62-64), Sołtykowskiej, Studziennej, Świętokrzyskiej (23-31, 22-42), Wiejskiej (69c-115), Witkacego, Wyścigowej, Zielnej i Źródłowej (3-19, 16-46).
| - ks. Henryk Podgórski (1983–1991) - ks. Jan Serszyński (1991–1997) - ks. kan. Marian Ślusarczyk (1997–2018) - ks. kan. Marek Janas (od 2018) |  | - ks. Kamil Borkowski - ks. Karol Kostecki |

## Grupy parafialne
- Akcja Katolicka
- Ruch Światło-Życie
- Krąg Biblijny
- Ministranci
- Służba liturgiczna ołtarza
- Odnowa w Duchu Świętym
- Młodzieżowa Schola parafialna
- Grupa Pielgrzymkowa nr 22